# 東北電力
東北電力株式会社（とうほくでんりょく、英: Tohoku Electric Power Company,Incorporated）は、宮城県仙台市に本店を置く電力会社。東北地方、新潟県、関東地方などで電力小売事業や発電事業等を行う。販売電力量で国内第5位。
コーポレートスローガンは「より、そう、ちから。」。

## 概要
販売電力量は779億kWh（2024年度実績）で、小売電気事業者の中では、東京電力エナジーパートナー、関西電力、中部電力ミライズ、九州電力に次ぐ国内第5位に位置する。また、東京都より北に本社を置く企業の中では、資本金と売上高ともに最大の企業である。そのため、本社のある東北地方の企業が加盟する東北経済連合会の会長は同社出身者が務めている。同社の影響力によりつくられる「東北7県」という枠組みについては、「東北地方#定義域と名称」を参照。
電源構成（2023年度実績）は、火力が67％、再生可能エネルギーが7%、水力が4%となっている。
電気事業連合会加盟の他社がCIを次々と導入するなか、現時点では従来のロゴタイプ（アルファベットの「T」と「D」（"T"ohoku "D"enryoku）を丸型に合わせたもの）・社名の字体を今も唯一使用している（ただし社用車の社名の字体は変更）。東北電力の「電」の字は「雨冠」の4本の点が2本の縦棒となっている。

## 歴史

### 創立
1951年（昭和26年）5月1日、電気事業再編成令により設立。設立当初の資本金は9億円で、日本発送電株式会社から東北地区の電力関連設備、東北配電株式会社から全設備の出資を受けて設立された。本店は仙台市に置き、供給区域は、青森県・岩手県・秋田県・宮城県・山形県・福島県・新潟県とした。当時の管内契約口数は191万口、販売電力量は33億2700万kWhであった。初代会長には貿易庁長官などを歴任した白洲次郎、社長には日本発送電東北支店長や東北配電社長を歴任した内ヶ崎贇五郎が就任した。

### 火力発電への転換
1955年以降は、朝鮮戦争による特需やそれに続く神武景気による電力需要の急増に対処するため、水力中心の電源開発から火力開発へと大きく転する。同社初の大型火力である八戸火力発電所は、火力開発に豊富な経験をもつ九州電力の支援のもと建設された。1号機は1958年6月に、2号機は同年10月にそれぞれ竣工し、八戸地区の需要増に対応した。一方、1960年から1962年に運転開始した仙台火力発電所は、全系統のベース電源としての役割を担った。その後1963年に新潟火力1号機が運転開始。同時期に羽後幹線（154kV）や東北幹線（275kV）、新潟幹線（275kV）など管内を連係する基幹系統の整備も進んだ。

### 女川原子力発電所の運転開始
1984年6月には、同社初の原子力発電である女川原子力1号機が営業運転を開始する。1968年1月計画公表以来16年余り、着工から4年半を要した。日本国内では13地点目、26基目の原子力発電所となった。1969年1月の建設地点公表後は、関係漁業組合のうち最大漁業組合が反対決議を行ったため、長期にわたって難航を続けることになったが、現地組織や建設準備本部を拡充・強化したことなどが実を結び、関係漁協と漁業補償が妥結し、正式着工を向かえることとなった。

### 東日本大震災
2011年3月11日に発生した東日本大震災では、仙台火力発電所・新仙台火力発電所・原町火力発電所が被災したほか、鉄塔46基、変電所58ヶ所、電柱約3万6000基などの電力設備が損壊・倒壊・浸水・流出し、復旧費用は約1800億円と試算された。停電戸数は約486万戸と管内の約70%に及んだが、3月31日には停電戸数が約17万2000戸までに減少し、解消率は約96%まで回復。復旧に際して、グループ各社のほか、協力会社、他電力会社からの応援を含め延べ20万人を要した。
2013年2月には、前述の被災による復旧費用と原子力発電所の停止による燃料費の増加で財務が悪化したことを理由に電気料金の引き上げを申請した（家庭向けで平均11%）。同年8月、経済産業省が電気料金の引き上げを認可（家庭向けで8.94%）。

### 小売全面自由化
2016年4月1日以降、改正電気事業法に基づき、電力小売全面自由化となる。これに先立ち、2017年10月1日、東京ガスと「株式会社シナジアパワー」を設立し、関東圏の電力小売事業（高圧・特別高圧）に進出する。また、同社本体でも関東地方1都6県と山梨県・静岡県の一部を対象に家庭向けプランの販売を開始し、首都圏の電力小売事業（低圧）に進出した。

### 送配電部門の法的分離
電気事業法が改正され、2020年4月より送配電部門の中立性・公平性を確保する観点から、送配電部門の法的分離が行われることとなった。前述のため、2019年4月1日「東北電力ネットワーク株式会社」を設立。2020年4月1日に一般送配電事業および離島における発電事業等を承継し事業を開始。

## 沿革
- 1942年（昭和17年）4月1日：配電統制令に基づき、東北地方の電気事業者を統合し東北配電株式会社が発足。
- 1951年（昭和26年）
  - 5月1日：電気事業再編成令により東北配電と日本発送電を再編し東北電力株式会社が設立。
  - 10月1日：東京証券取引所第一部に上場。
- 1952年（昭和27年）：日本初の純揚水発電所、沼沢発電所が運転開始。
- 1958年（昭和33年）6月：東北電力初の石炭火力発電所である八戸火力発電所1号機が運転開始。
- 1959年（昭和34年）10月：石炭火力発電所の仙台火力発電所1号機が運転開始。
- 1961年（昭和36年）10月：大阪証券取引所第一部に上場。
- 1963年（昭和38年）7月：日本初の天然ガス・重油混焼火力発電所である新潟火力発電所1号機が運転開始。
- 1970年（昭和45年）8月：東北電力初の石油専焼火力発電所である秋田火力発電所1号機が運転開始。
- 1971年（昭和46年）8月：石油専焼火力発電所の新仙台火力発電所1号機が運転開始。
- 1977年（昭和52年）4月：天然ガス・重油混焼火力発電所の東新潟火力発電所1号機が運転開始。新潟共同火力発電株式会社を吸収合併、同社所有の火力発電所を東新潟火力発電所港1・港2号機へ名称変更。
- 1978年（昭和53年）5月：東北電力初の地熱発電所である葛根田地熱発電所1号機が運転開始。
- 1982年（昭和57年）東北電力所有の水力発電所では最大の発電量(46万kW (キロワット))である第二沼沢発電所が運転開始。
- 1984年（昭和59年）
  - 6月：東北電力初の原子力発電所である女川原子力発電所1号機が運転開始。
  - 12月：東北電力初のコンバインドサイクル発電方式を採用した東新潟火力発電所3号系列第1軸が運転開始（LNG専焼火力としても東北電力初）。
- 1993年（平成5年）5月：オイルショック後の石油不足対策を目的として設置された石炭火力発電所の能代火力発電所1号機が運転開始。
- 1997年（平成9年）7月：石炭火力発電所の原町火力発電所1号機が運転開始。東北電力初の単体出力100万kW機。
- 1999年（平成11年）7月：東北電力初の1,400℃級高効率コンバインドサイクル発電方式を採用した東新潟火力発電所4号系列第1軸が運転開始。
- 2000年（平成12年）
  - 3月：改正電気事業法が施行され、電力小売自由化スタート。
  - 4月：第三者割当増資を引受け、「株式会社ユアテック」を子会社化。
- 2004年（平成16年）：巻原子力発電所の原子炉設置許可申請を取り下げ。
- 2005年（平成17年）
  - 8月16日：宮城県沖地震で女川原子力発電所が自動停止。
  - 12月：東通原子力発電所1号機が運転開始。
- 2006年度（平成18年度）：地域づくりを支援する「まちづくり元気塾」開始[16]。
- 2010年（平成22年）7月：仙台火力発電所で、東北電力初の「リプレース工法」により建設された4号機が運転開始[17]。
- 2011年（平成23年）
  - 3月11日：東北地方太平洋沖地震（東日本大震災）により、女川原子力発電所や八戸、能代、仙台、新仙台、原町の各火力発電所、複数の水力発電所、地熱発電所などが自動停止。さらに変電設備も大きな被害を受け管内で大規模な停電が発生。

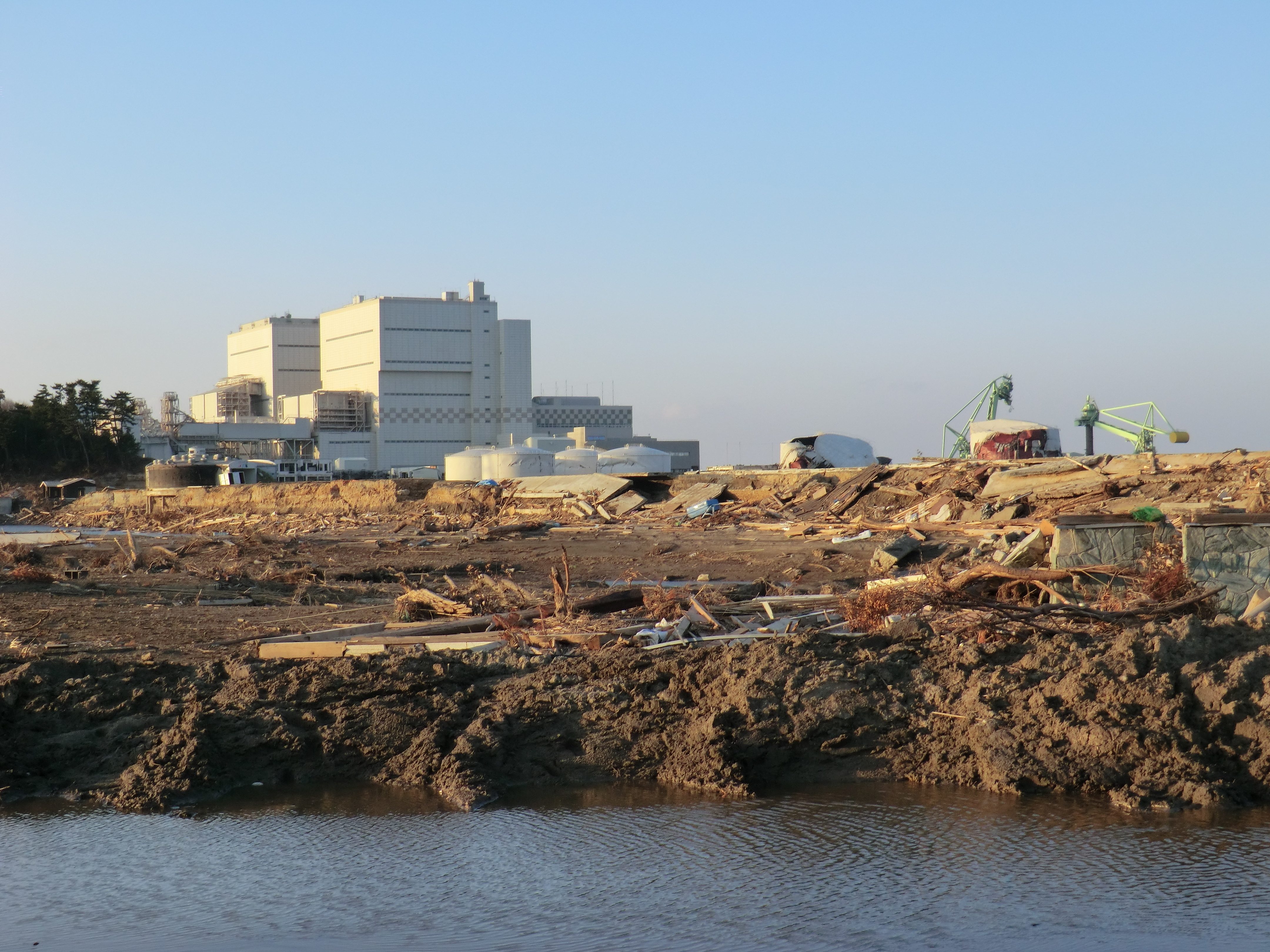
被災した原町火力発電所（2011年）

- - 10月11日：東京支社が丸の内トラストタワー本館に移転。
  - 12月：東北電力初の太陽光発電所である八戸太陽光発電所が運転開始。
- 2013年（平成25年）4月26日：原町火力発電所1号機が営業運転を再開。これにより東北電力では被災した全ての火力発電所が復旧。
- 2015年（平成27年）10月1日：東京ガスとの折半出資によって関東圏で電力販売を手掛ける新会社であるシナジアパワーを設立。（のち2022年12月に自己破産）
- 2016年（平成28年）4月1日：首都圏における一般家庭向けの電力販売に参入。
- 2019年（令和元年）8月8日：太陽光発電設備や蓄電池を持つ宮城県の各合同庁舎間での電力融通など、デジタル技術を使った再生可能エネルギー活用で同県と協定締結[18]。
- 2020年（令和2年）
  - 1月30日：ベンチャーキャピタル（VC）ファンドへの出資発表[19]。
  - 3月2日：能代火力発電所3号機が営業運転開始[20]
  - 4月1日：同社の送配電カンパニーが、発送電分離の法的措置により「東北電力ネットワーク株式会社」として分社化。
- 2021年（令和3年）4月：スマート社会実現事業の中核的な役割を担う「東北電力フロンティア株式会社」を設立
- 2022年（令和4年）
  - 11月：燃料費高騰と円安を理由として翌年4月より電気料金の約33%値上げを経済産業省に申請するも[21]、「大幅な値上げを申請していることを本当に自覚しているのか、疑われるレベル」などと[22]、経済産業省より原価算定や他社と比較して過大な原発PR費等の見直しを求められ[23]、2023年4月に値上げ幅を7.7p下げた25.2%で申請を再提出した[24]。
  - 12月1日：上越火力発電所1号機が営業運転開始[25]
- 2024年（令和6年）4月：上記の値上げにより、2,261億円の過去最高益を記録、配当金も1株当たり35円に復活した[26][27][28]。
  - 10月29日：女川原子力発電所2号機が再稼働するも[29]、わずか5日後の11月4日に停止[30]、その後11月13日に運転を再開し、臨界に達した[31]。

### 歴代経営者

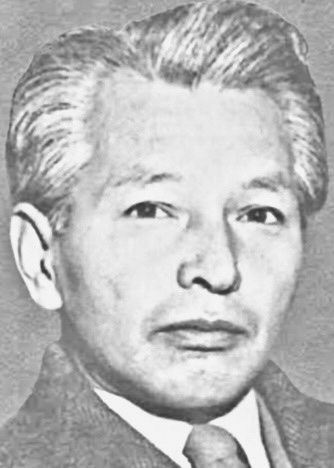
初代会長を務めた白洲次郎

| 歴代社長 | 歴代社長     | 歴代社長   | 歴代社長                     | 歴代社長         |
| 代       | 氏名         | 就任       | 出身校                       | 出身地           |
| -------- | ------------ | ---------- | ---------------------------- | ---------------- |
| 1        | 内ヶ﨑贇五郎 | 1951年5月  | 東京帝国大学工学部           | 宮城県           |
| 2        | 堀豁         | 1960年5月  | 九州帝国大学工学部           | 新潟県           |
| 3        | 平井寛一郎   | 1962年12月 | 京都帝国大学工学部           | 京都府           |
| 4        | 若林彊       | 1969年11月 | 北海道帝国大学工学部         | 山形県           |
| 5        | 玉川敏雄     | 1983年6月  | 早稲田大学専門部商科         | 山形県           |
| 6        | 明間輝行     | 1987年6月  | 東北大学法学部               | 宮城県           |
| 7        | 八島俊章     | 1993年6月  | 東北大学工学部               | 宮城県           |
| 8        | 幕田圭一     | 2001年6月  | 福島大学経済学部             | 宮城県           |
| 9        | 高橋宏明     | 2005年6月  | 東北大学法学部               | 宮城県           |
| 10       | 海輪誠       | 2010年6月  | 東北大学法学部               | 東京都           |
| 11       | 原田宏哉     | 2015年6月  | 早稲田大学法学部             | 山形県           |
| 12       | 樋口康二郎   | 2020年4月  | 東北大学工学部               | 福島県           |
| 13       | 石山一弘     | 2025年4月  | 慶応義塾大学大学院工学研究科 | 福島県           |
| 歴代会長 |              |            |                              |                  |
| 代       | 氏名         | 就任       | 出身校                       | 備考             |
| 1        | 白洲次郎     | 1951年5月  | ケンブリッジ大学             | 元貿易庁長官     |
| 2        | 平井寛一郎   | 1969年11月 | 京都帝国大学工学部           | 元関西電力副社長 |
| 3        | 若林彊       | 1983年6月  | 北海道帝国大学工学部         |                  |
| 4        | 玉川敏雄     | 1987年6月  | 早稲田大学専門部商科         |                  |
| 5        | 明間輝行     | 1993年6月  | 東北大学法学部               |                  |
| 6        | 八島俊章     | 2001年6月  | 東北大学工学部               |                  |
| 7        | 幕田圭一     | 2005年6月  | 福島大学経済学部             |                  |
| 8        | 高橋宏明     | 2010年6月  | 東北大学法学部               |                  |
| 9        | 海輪誠       | 2015年6月  | 東北大学法学部               |                  |
| 10       | 増子次郎     | 2021年4月  | 北海道大学大学院工学研究科   | 岩手県出身       |
| 11       | 樋口康二郎   | 2025年4月  | 東北大学工学部               |                  |

## 事業所
本店
宮城県仙台市青葉区本町一丁目7番1号
- 研究開発センター：仙台市青葉区中山七丁目2-1[44]
- シンガポール駐在員事務所： シンガポール[45]

青森支店
青森県青森市港町二丁目12-19
- むつ営業所：むつ市
- 弘前営業所：弘前市
- 八戸営業所：八戸市

岩手支店
岩手県盛岡市紺屋町1-25
- 岩手三陸営業所：釜石市
- 岩手県南営業所：北上市

秋田支店
秋田県秋田市山王五丁目15-6
- 秋田県北営業所：大館市
- 秋田県南営業所：横手市

宮城支店
宮城県仙台市青葉区中央四丁目6-1（SS30内）
- 宮城県北営業所：大崎市
- 石巻営業所：石巻市
- 仙台北営業所：仙台市泉区
- 仙台南営業所：仙台市若林区

山形支店
山形県山形市本町二丁目1-9
- 庄内営業所：酒田市
- 最上村山営業所：天童市
- 置賜営業所：米沢市

福島支店
福島県福島市栄町7-21
- 会津若松支社：会津若松市
- 郡山営業所：郡山市
- 白河営業所：白河市
- いわき営業所：いわき市

新潟支店
新潟県新潟市中央区上大川前通五番町84
- 新発田営業所：新発田市
- 新潟県央営業所：三条市
- 長岡営業所：長岡市
- 上越営業所：上越市
- 柏崎営業所：柏崎市

東京支社
東京都千代田区丸の内一丁目8-3（丸の内トラストタワー本館8階）

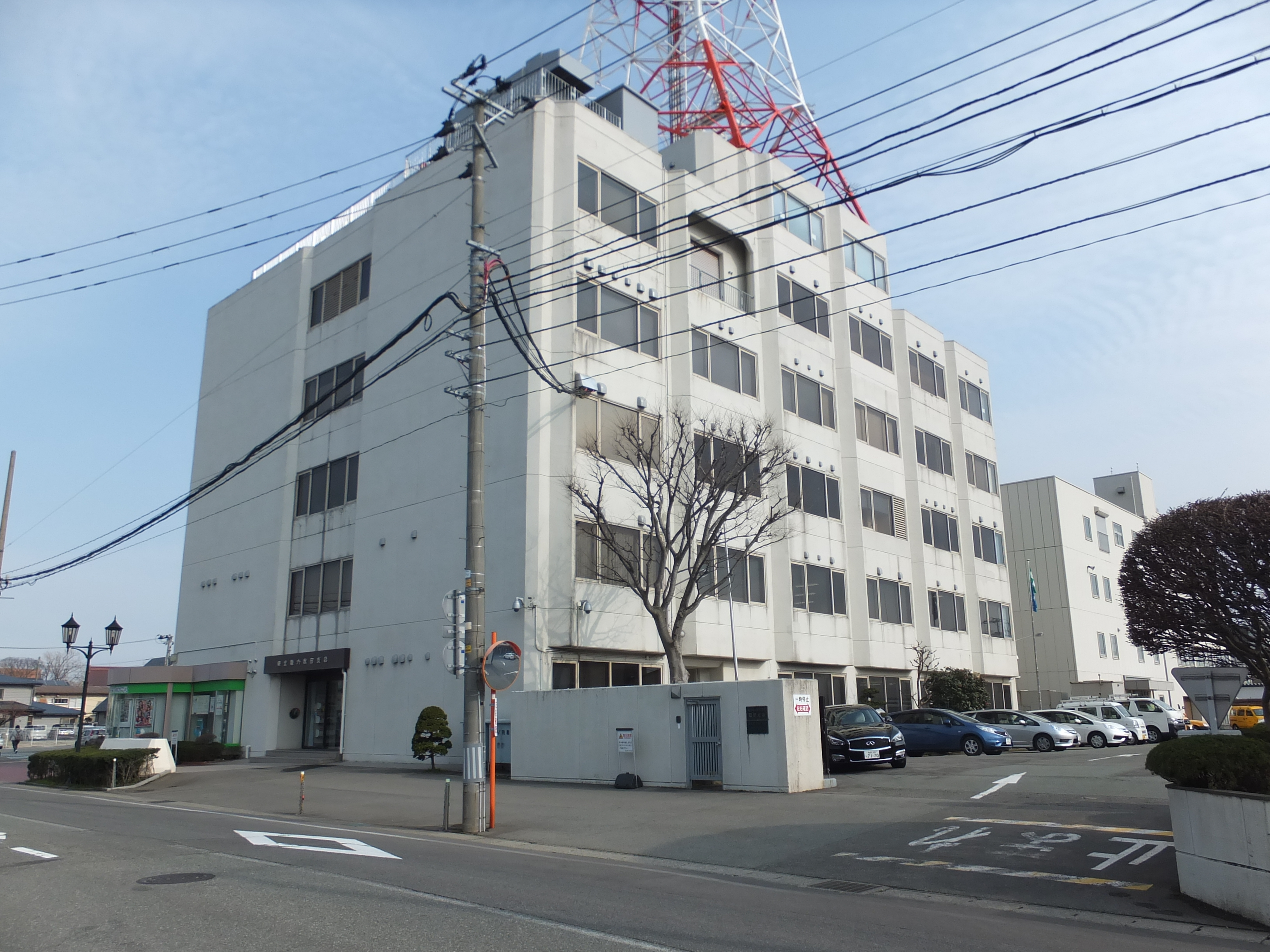
秋田支店
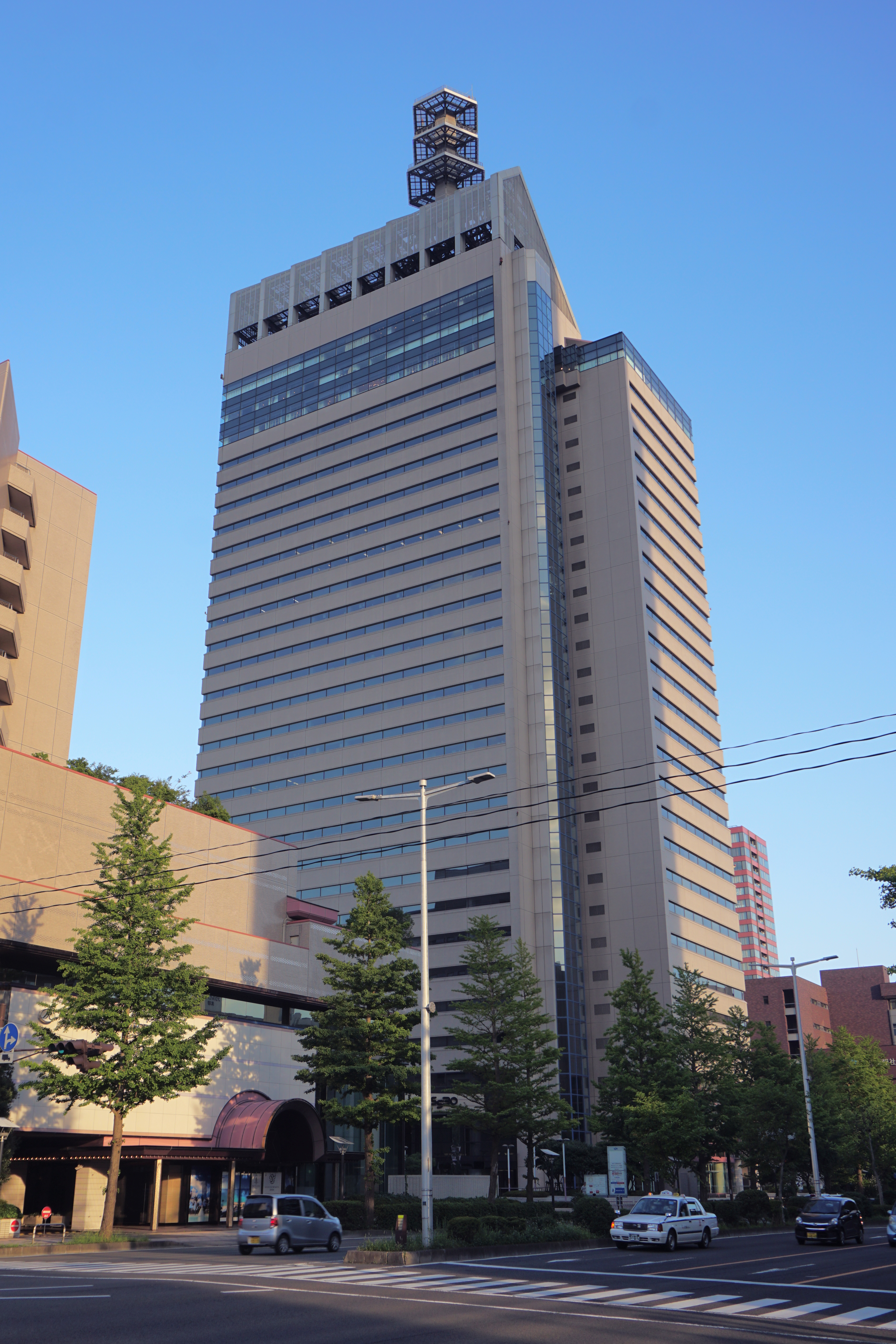
宮城支店があるSS30オフィス棟
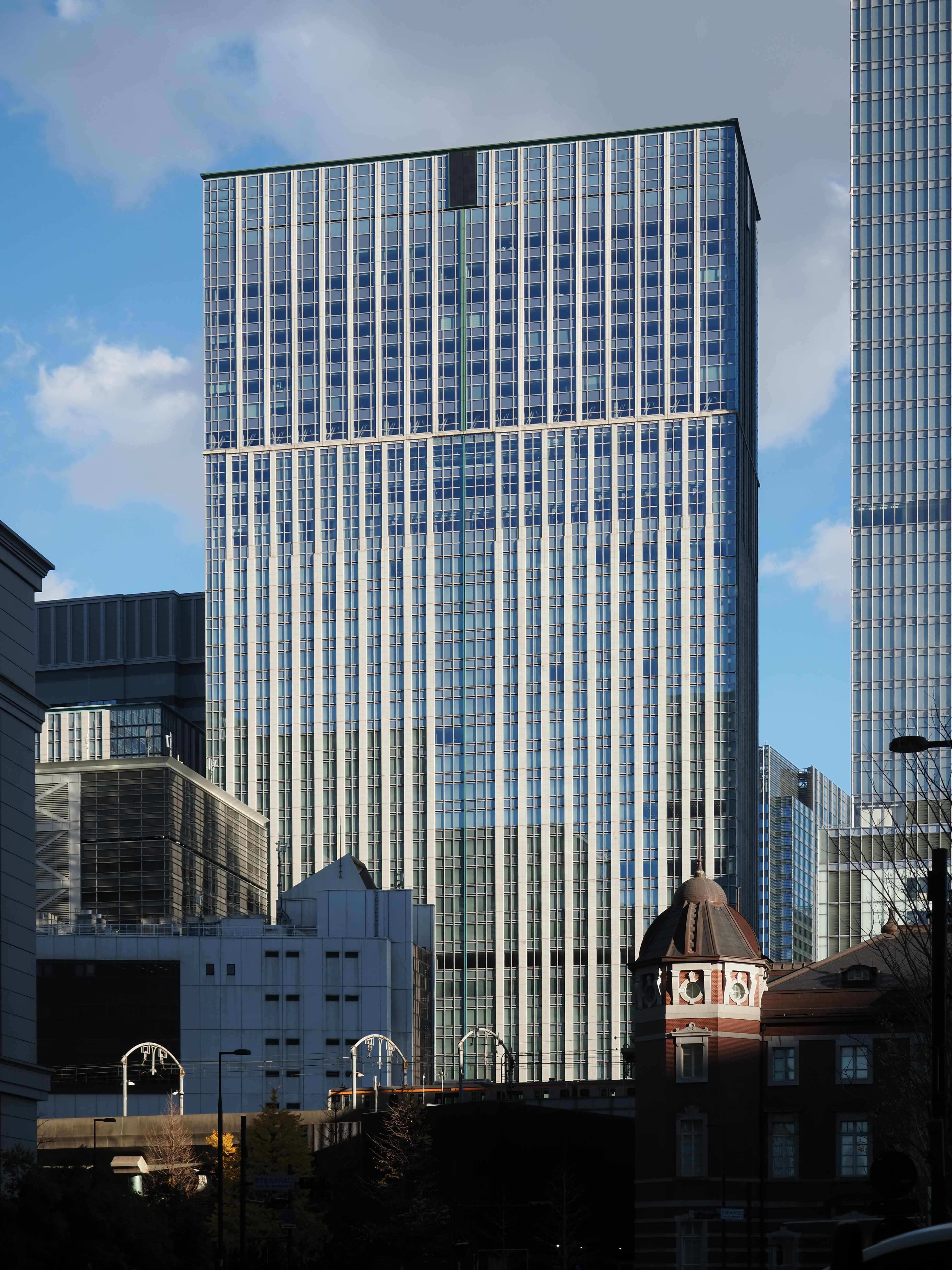
東京支社がある丸の内トラストタワー本館

## 発電施設
合計 223箇所、総出力 1,579万kW（2024年7月時点）

### 水力発電所
203箇所、245万kW
| 発電所名       | 水系名   | 方式             | 総出力   | 所在地                 |
| -------------- | -------- | ---------------- | -------- | ---------------------- |
| 十和田発電所   | 奥入瀬川 | 水路式           | 3.11万kW | 青森県十和田市         |
| 生保内発電所   | 雄物川   | 水路式           | 3.15万kW | 秋田県仙北市           |
| 八久和発電所   | 赤川     | ダム水路式       | 6.03万kW | 山形県鶴岡市           |
| 本道寺発電所   | 最上川   | ダム水路式       | 7.5万kW  | 山形県西村山郡西川町   |
| 上郷発電所     | 最上川   | ダム式           | 1,54万kW | 山形県西村山郡朝日町   |
| 蓬莢発電所     | 阿武隈川 | ダム水路式       | 3.85万kW | 福島県二本松市、福島市 |
| 本名発電所     | 阿賀野川 | ダム式           | 7.8万kW  | 福島県大沼郡金山町     |
| 上田発電所     | 阿賀野川 | ダム式           | 6.39万kW | 福島県大沼郡金山町     |
| 第二沼沢発電所 | 阿賀野川 | ダム式（揚水式） | 46万kW   | 福島県大沼郡金山町     |
| 宮下発電所     | 阿賀野川 | ダム水路式       | 9.4万kW  | 福島県大沼郡三島町     |
| 柳津発電所     | 阿賀野川 | ダム式           | 7.5万kW  | 福島県河沼郡柳津町     |
| 片門発電所     | 阿賀野川 | ダム式           | 5.7万kW  | 福島県河沼郡会津坂下町 |
| 新郷発電所     | 阿賀野川 | ダム式           | 5.16万kW | 福島県喜多方市         |
| 第二新郷発電所 | 阿賀野川 | ダム式           | 3.88万kW | 福島県喜多方市         |
| 山郷発電所     | 阿賀野川 | ダム式           | 4.59万kW | 福島県喜多方市         |
| 上野尻発電所   | 阿賀野川 | ダム式           | 5.2万kW  | 福島県耶麻郡西会津町   |
| 豊実発電所     | 阿賀野川 | ダム式           | 6.18万kW | 新潟県東蒲原郡阿賀町   |
| 第二豊実発電所 | 阿賀野川 | ダム式           | 5.71万kW | 新潟県東蒲原郡阿賀町   |
| 鹿瀬発電所     | 阿賀野川 | ダム式           | 4.95万kW | 新潟県東蒲原郡阿賀町   |
| 第二鹿瀬発電所 | 阿賀野川 | ダム式           | 5.5万kW  | 新潟県東蒲原郡阿賀町   |
| 揚川発電所     | 阿賀野川 | ダム水路式       | 5.36万kW | 新潟県東蒲原郡阿賀町   |

- 他の水力発電所については、電力会社管理ダム#東北電力を、管理する発電用ダム一覧については日本の発電用ダム一覧#東北電力を参照のこと。
- また、池尻川発電所（揚水式2,340kW）は、営業区域外の長野県信濃町に所在する。

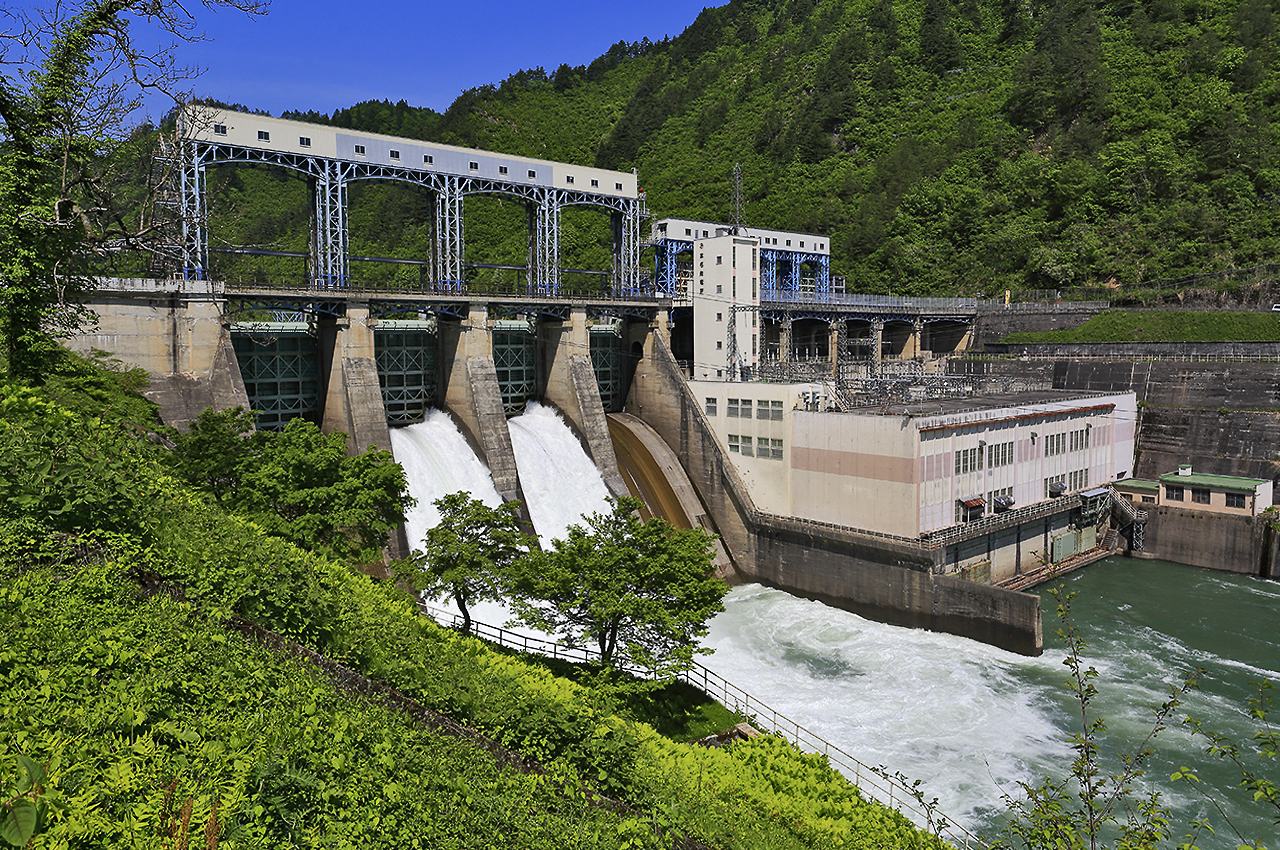
本名発電所
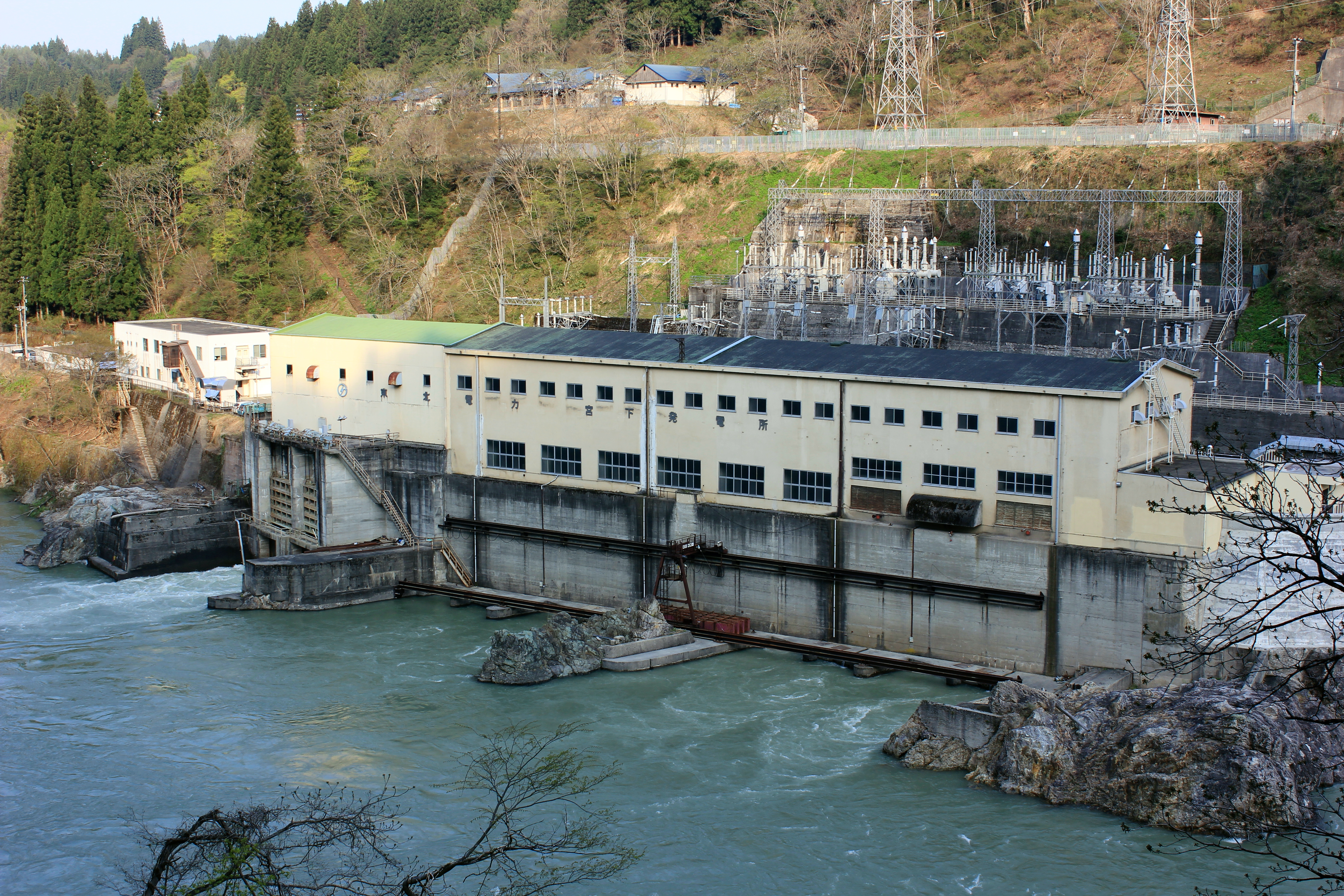
宮下発電所
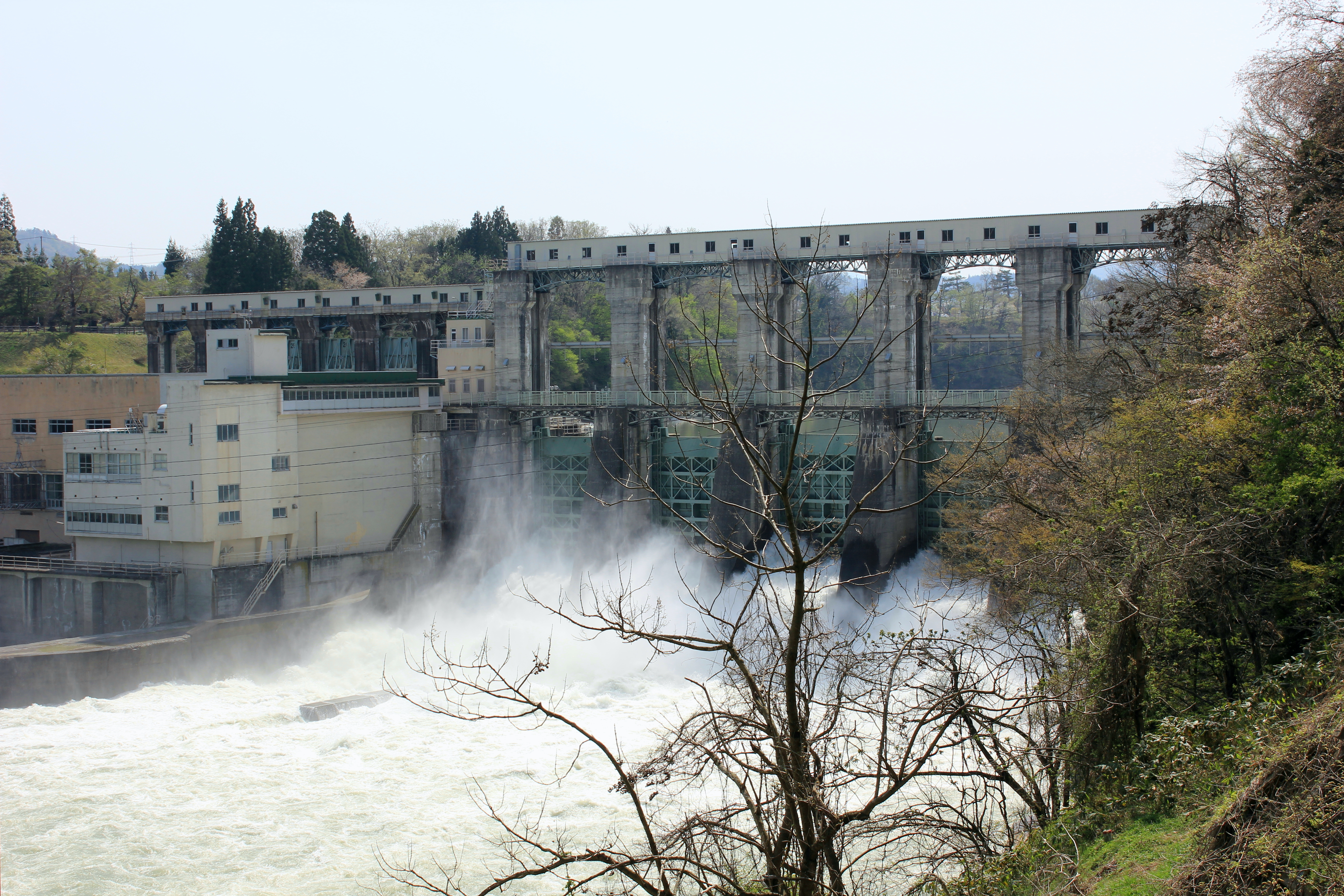
片門発電所

### 火力発電所
8箇所、1,057万kW（関連会社経営の発電所除く）

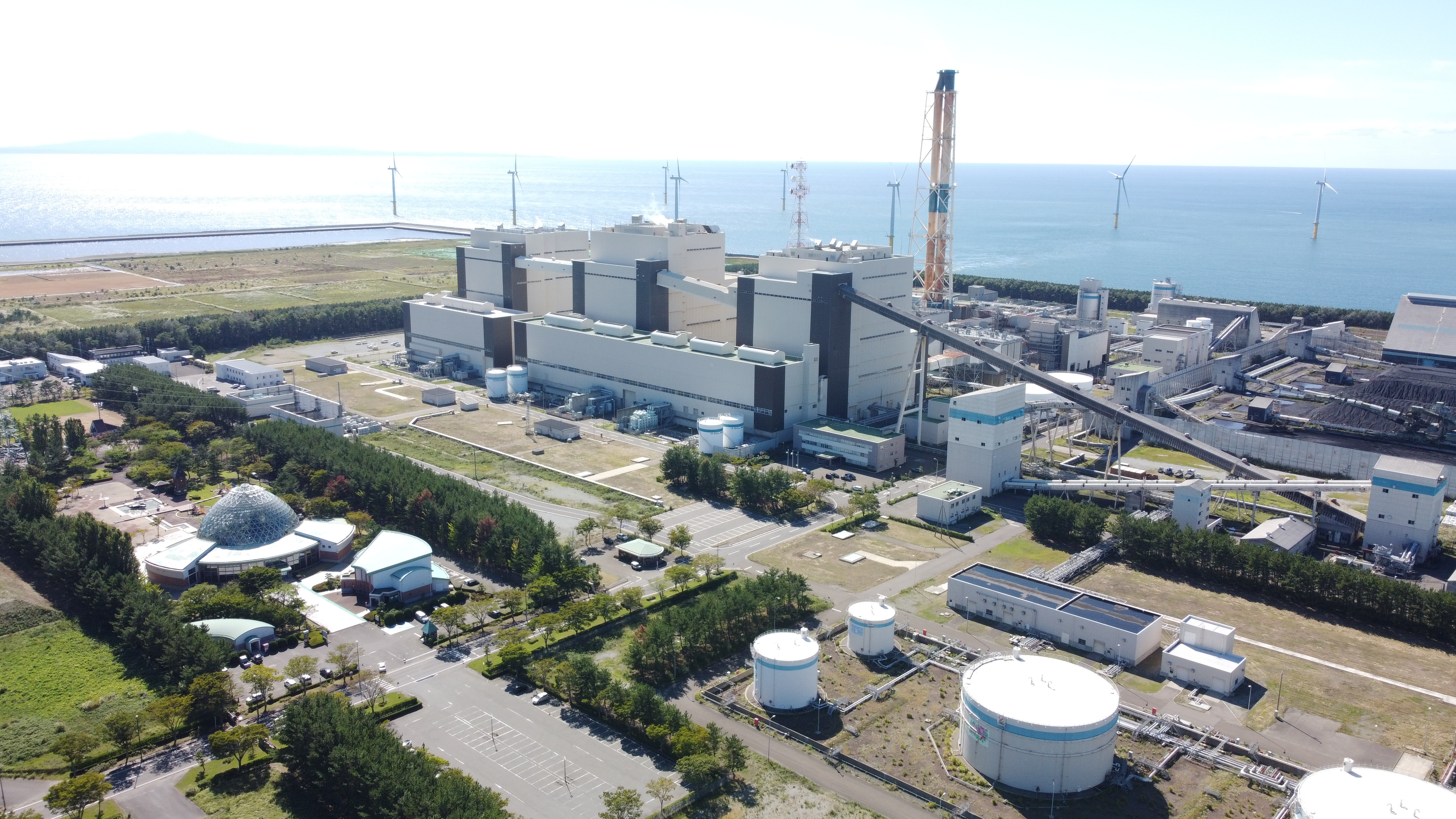
能代火力発電所
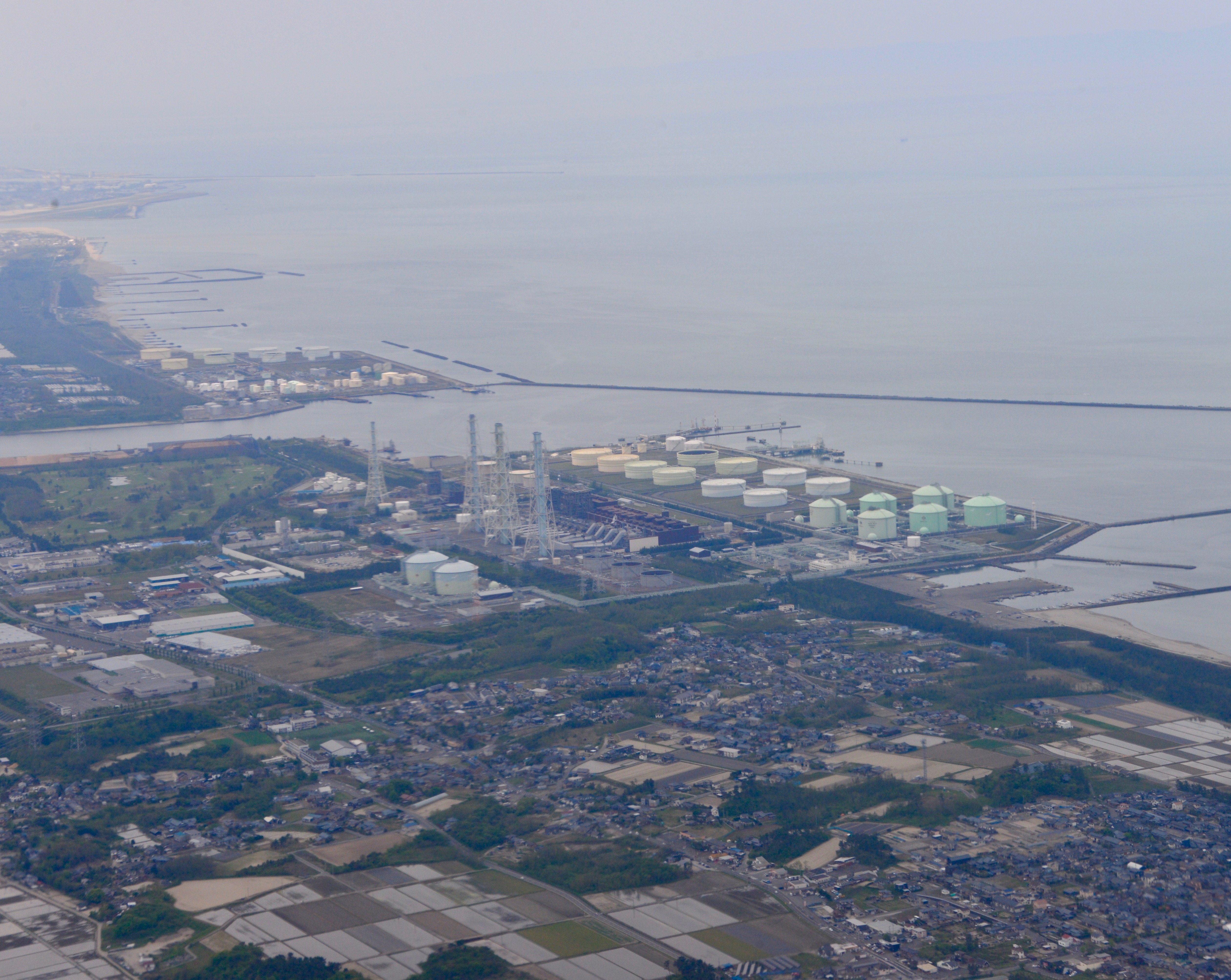
東新潟火力発電所

| 発電所名         | 使用燃料 | 総出力    | 号機                      | 出力            | 運転開始                       | 所在地               | 備考                                   |
| ---------------- | -------- | --------- | ------------------------- | --------------- | ------------------------------ | -------------------- | -------------------------------------- |
| 八戸火力発電所   | LNG      | 41.6万kW  | 5号機                     | 41.6万kW        | 2014年8月6日                   | 青森県八戸市         | 5号機はCC方式。1 - 4号機は廃止。       |
| 能代火力発電所   | 石炭     | 180万kW   | 1号機 2号機 3号機         | 60万kW          | 1993年5月 1994年12月 2020年3月 | 秋田県能代市         |                                        |
| 仙台火力発電所   | 天然ガス | 46.8万kW  | 4号機                     | 46.8万kW        | 2010年7月29日                  | 宮城県宮城郡七ヶ浜町 | 4号機はCC方式。1 - 3号機は廃止。       |
| 新仙台火力発電所 | LNG      | 104.6万kW | 3号系列                   | 104.6万kW       | 2016年7月1日                   | 宮城県仙台市宮城野区 | 3号系列はCC方式。1、2号機は廃止。      |
| 原町火力発電所   | 石炭     | 200万kW   | 1号機 2号機               | 100万kW         | 1997年7月 1998年7月            | 福島県南相馬市       |                                        |
| 新潟火力発電所   | 天然ガス | 10.9万kW  | 5号系列(2基)              | 10.9万kW        | 2011年7月30日                  | 新潟県新潟市東区     | 5号系列はCC方式。 1 - 4、6号機は廃止。 |
| 東新潟火力発電所 | LNG      | 411万kW   | 1号機 2号機               | 60万kW          | 1977年4月 1983年6月            | 新潟県北蒲原郡聖籠町 | 港1 - 3号機系列は廃止。                |
| 東新潟火力発電所 | LNG      | 411万kW   | 3号系列(2基) 4号系列(2基) | 121万kW 170万kW | 1985年10月 2006年12月20日      | 新潟県北蒲原郡聖籠町 | 3・4号系列はCC方式。                   |
| 上越火力発電所   | LNG      | 57.2kW    | 1号機                     | 57.2万kW        | 2022年12月1日                  | 新潟県上越市         | 1号機（CC方式）。                      |

- 能代火力発電所
- 東新潟火力発電所

#### 関連会社運営
| 発電所名           | 使用燃料                               | 総出力  | 号機              | 出力          | 運転開始                        | 所在地             | 運営会社         | 備考                       |
| ------------------ | -------------------------------------- | ------- | ----------------- | ------------- | ------------------------------- | ------------------ | ---------------- | -------------------------- |
| 酒田共同火力発電所 | 石炭、木質バイオマス                   | 70万kW  | 1号機 2号機       | 35万kW        | 1977年10月 1978年10月           | 山形県酒田市       | 酒田共同火力発電 | 全発電量を東北電力へ供給。 |
| 新地発電所         | 石炭、木質バイオマス                   | 200万kW | 1号機 2号機       | 100万kW       | 1994年7月 1995年7月             | 福島県相馬郡新地町 | 相馬共同火力発電 |                            |
| 勿来発電所         | 石炭、重油、 炭化燃料、 木質バイオマス | 170万kW | 7号機 8号機 9号機 | 25万kW 60万kW | 1970年10月 1983年9月 1983年12月 | 福島県いわき市     | 常磐共同火力     | 1 - 6号機は廃止。          |
| 勿来発電所         | 石炭                                   | 170万kW | 10号機            | 25万kW        | 2013年4月1日                    | 福島県いわき市     | 常磐共同火力     | 10号機はIGCC方式。         |

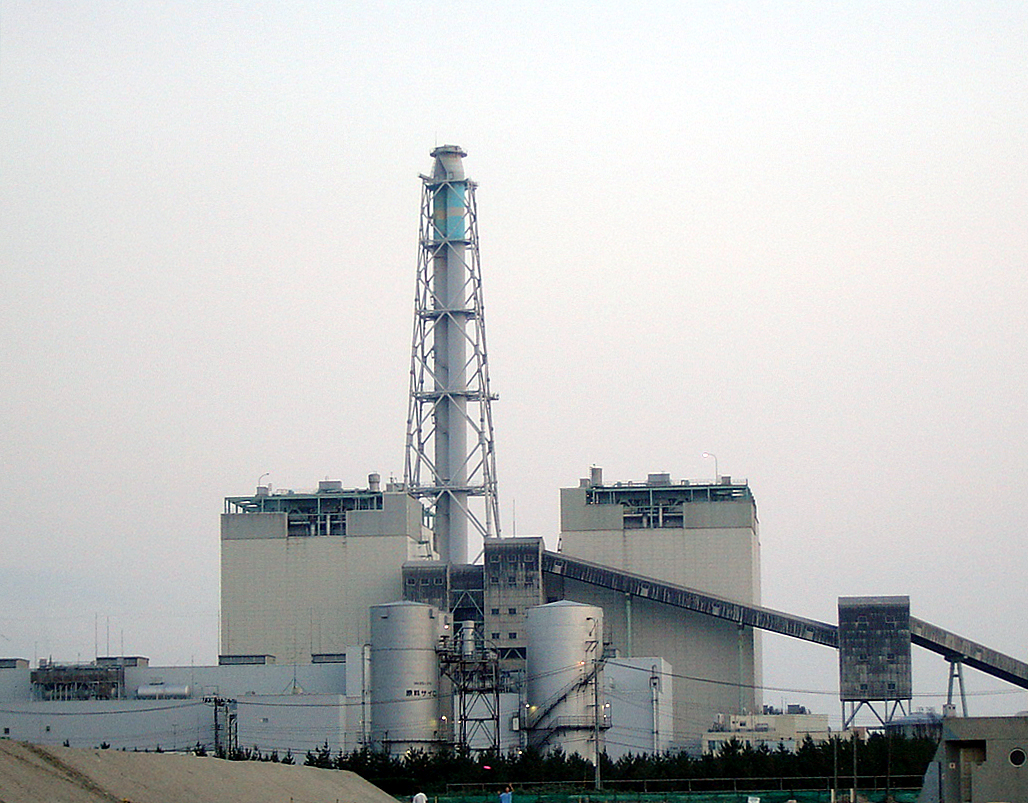
酒田共同火力発電所
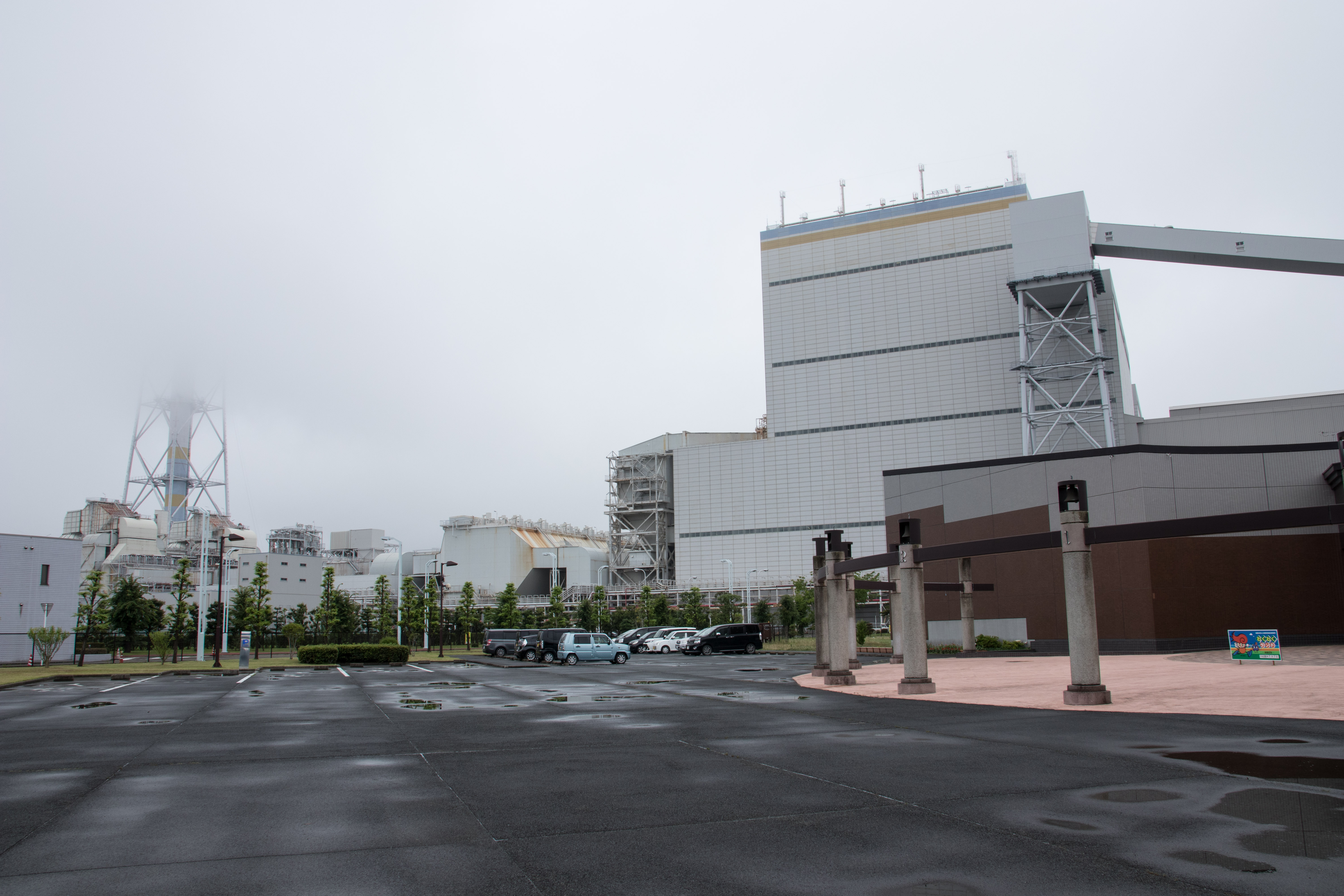
新地発電所

### 原子力発電所
2箇所、222.6万kW
| 発電所名         | 原子炉型式     | 総出力  | 号機        | 出力     | 運転開始                    | 所在地               | 備考                                                              |
| ---------------- | -------------- | ------- | ----------- | -------- | --------------------------- | -------------------- | ----------------------------------------------------------------- |
| 女川原子力発電所 | 沸騰水型軽水炉 | 165万kW | 2号機 3号機 | 82.5万kW | 1995年7月28日 2002年1月30日 | 宮城県石巻市、女川町 | 東北地方太平洋沖地震により3号機停止中。2号機再稼働。1号機は廃炉。 |
| 東通原子力発電所 | 沸騰水型軽水炉 | 110万kW | 1号機       | 110万kW  | 2005年12月8日               | 青森県東通村         | 2号機計画中。東北地方太平洋沖地震により全号機停止中。             |

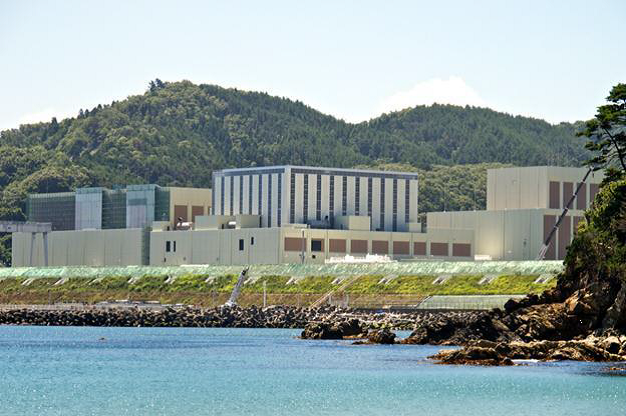
女川原子力発電所
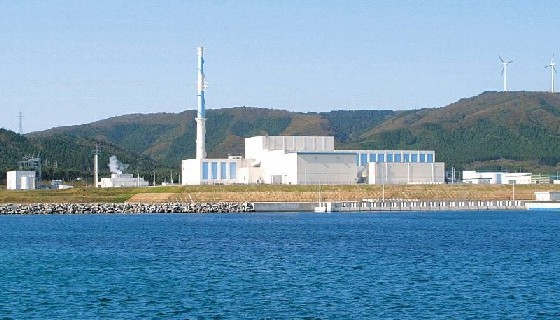
東通原子力発電所

### 地熱発電所
4箇所、14万kW（事業運営は、連結子会社の東北自然エネルギー株式会社が行う）
| 発電所名           | 総出力   | 運転開始                    | 所在地             | 備考 |
| ------------------ | -------- | --------------------------- | ------------------ | ---- |
| 葛根田地熱発電所   | 8万kW    | 1号:1978年3月 2号:1996年3月 | 岩手県雫石町       |      |
| 上の岱地熱発電所   | 2.88万kW | 1994年3月                   | 秋田県湯沢市       |      |
| 澄川地熱発電所     | 5万kW    | 1995年3月                   | 秋田県鹿角市       |      |
| 柳津西山地熱発電所 | 6.5万kW  | 1995年5月                   | 福島県河沼郡柳津町 |      |

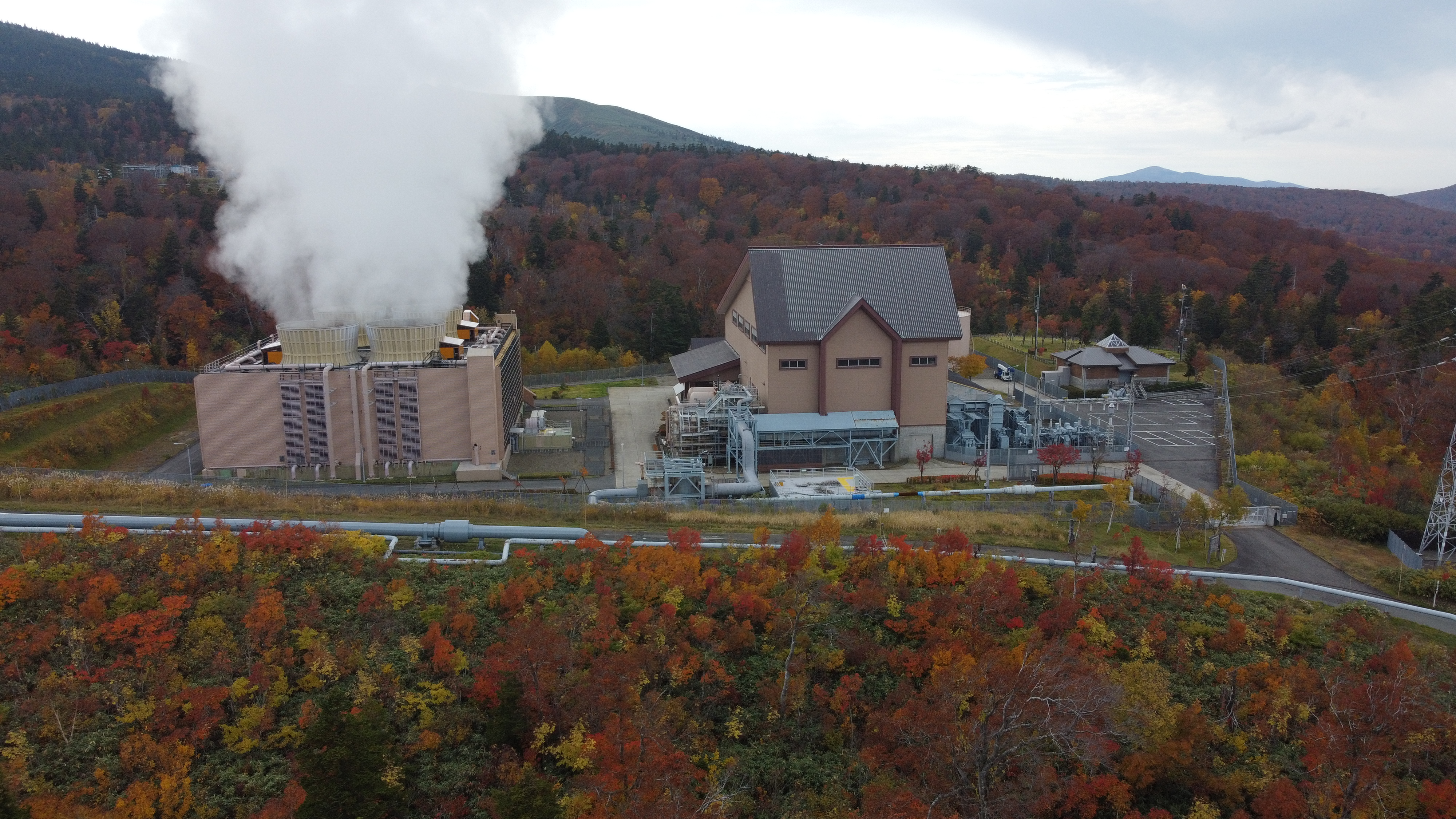
澄川地熱発電所
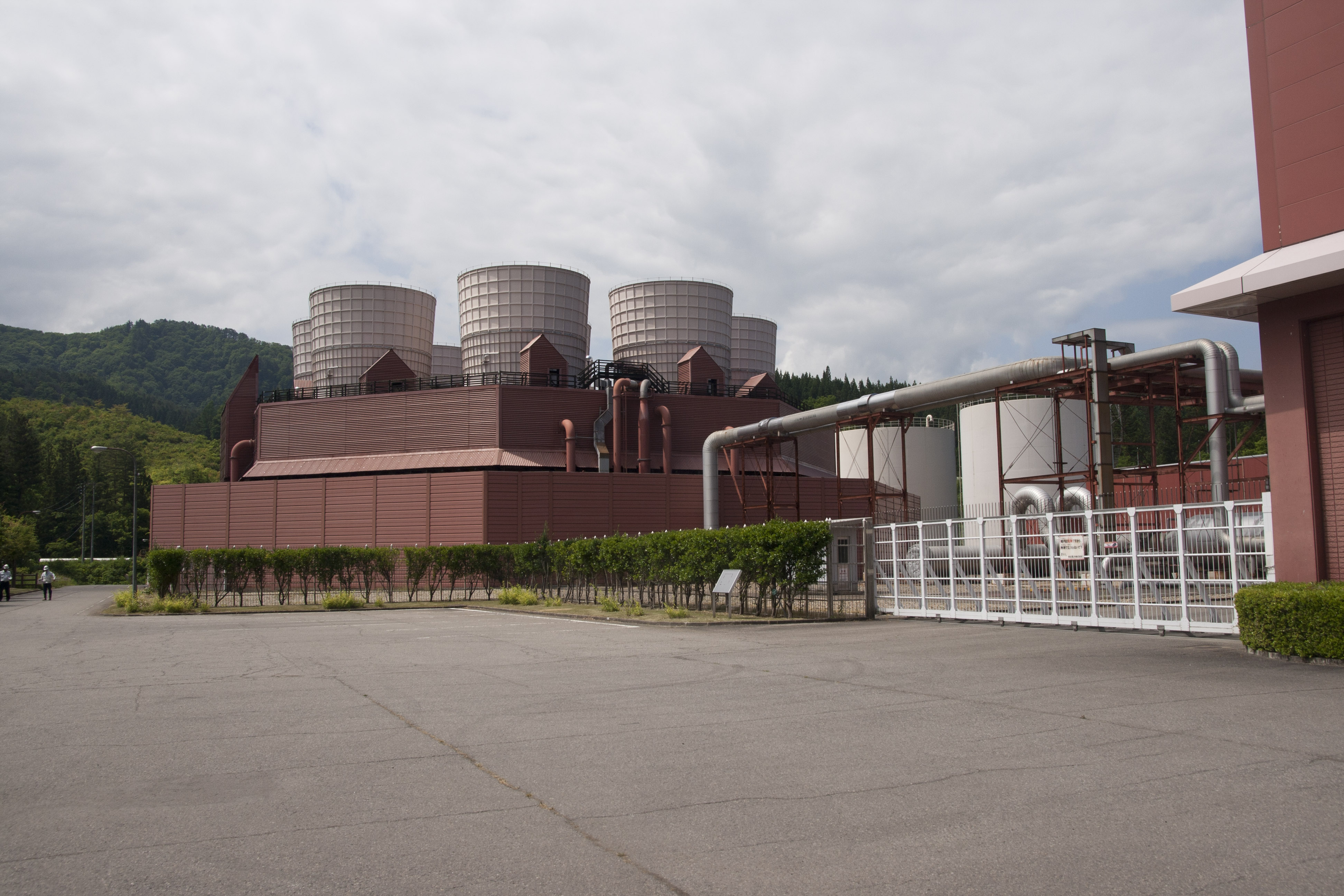
柳津西山地熱発電所

### 太陽光発電所
9箇所、0.91万kW
| 発電所名         | 総出力   | 運転開始       | 所在地               | 備考               |
| ---------------- | -------- | -------------- | -------------------- | ------------------ |
| 八戸太陽光発電所 | 0.15万kW | 2011年12月20日 | 青森県八戸市         | 八戸火力発電所構内 |
| 仙台太陽光発電所 | 0.2万kW  | 2012年5月25日  | 宮城県宮城郡七ヶ浜町 | 仙台火力発電所構内 |
| 原町太陽光発電所 | 0.1万kW  | 2015年1月15日  | 福島県南相馬市       | 原町火力発電所構内 |
| 久慈太陽光発電所 | 0.1万kW  | 2013年9月      | 岩手県久慈市         |                    |
| 白石太陽光発電所 | 0.1万kW  | 2013年11月     | 宮城県白石市         |                    |

### 風力発電所
1箇所、1.44万kW
| 発電所名         | 総出力  | 運転開始       | 所在地       | 備考 |
| ---------------- | ------- | -------------- | ------------ | ---- |
| 新能代風力発電所 | 1.4万kW | 2021年12月10日 | 秋田県能代市 |      |

このほか直営でなく、出資という形で風力発電事業に参画している。

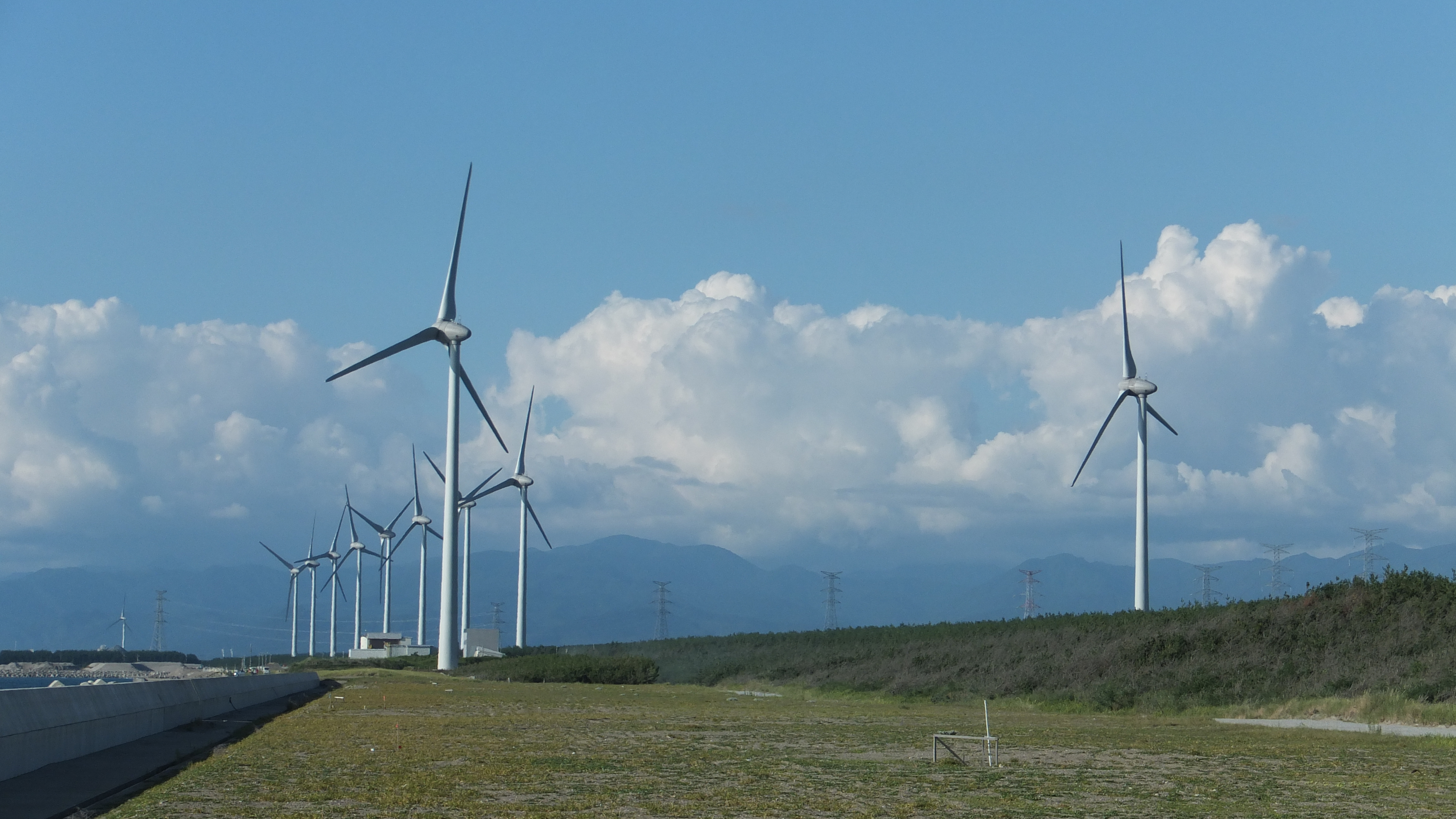
新能代風力発電所
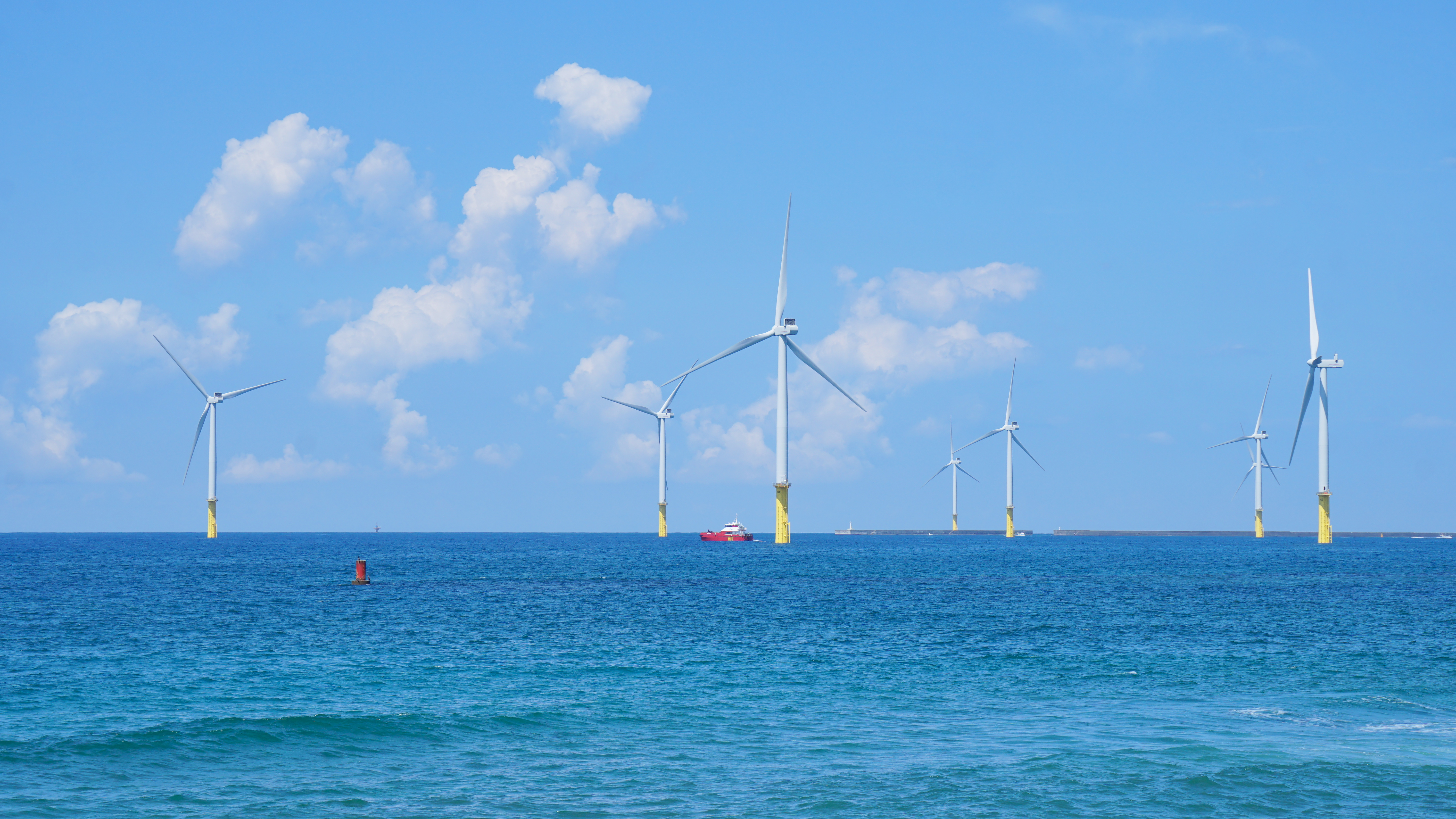
同社が参画する能代港洋上風力発電所

### 過去および建設中止された発電施設

#### 火力発電所
| 発電所名       | 使用燃料   | 総出力  | 廃止時期                                                                            | 所在地       | 備考                           |
| -------------- | ---------- | ------- | ----------------------------------------------------------------------------------- | ------------ | ------------------------------ |
| 秋田火力発電所 | 重油、原油 | 165万kW | 1号機：2003年12月27日 2号機：20202年3月31日 3号機：2019年9月1日 4号機：2024年7月1日 | 秋田県秋田市 |                                |
| 佐渡火力発電所 | 重油       | 8,150kW | 2012年                                                                              | 新潟県佐渡市 | 内燃力発電方式。60Hzでの供給。 |

#### 原子力発電所
| 発電所名               | 原子炉型式     | 総出力   | 廃止時期 | 所在地                                 | 備考                                                      |
| ---------------------- | -------------- | -------- | -------- | -------------------------------------- | --------------------------------------------------------- |
| 巻原子力発電所         |                |          | 計画中止 | 新潟県西蒲原郡巻町（現・新潟市西蒲区） | 2004年、原子炉設置許可申請を取り下げ。                    |
| 浪江・小高原子力発電所 | 沸騰水型軽水炉 | 82.5万kW | 建設中止 | 福島県南相馬市小高区・双葉郡浪江町     | 福島第一原子力発電所事故の影響により2013年3月に計画中止。 |

### 電源調達入札制度について
- 1995年（平成7年）の電気事業制度改革において電源調達入札制度が創設され、卸供給事業者（IPP・独立系発電事業者）4社と供給契約を結んでいる[48]。

4箇所、31万9300kW
| 卸供給事業者                   | 契約電力 | 供給開始  | 所在地         | 備考                             |
| ------------------------------ | -------- | --------- | -------------- | -------------------------------- |
| 大平洋金属（北沼発電所）       | 4.4万kW  | 2000年7月 | 青森県八戸市   | 現：大平洋エネルギーセンター     |
| 新日本製鐵（釜石製鐵所）       | 13.6万kW | 2000年7月 | 岩手県釜石市   | 現：日本製鉄北日本製鉄所釜石地区 |
| ニチメン（佐和田火力発電所）   | 0.53万kW | 2000年6月 | 新潟県佐渡市   | 現：双日佐和田火力               |
| 太平洋セメント（糸魚川発電所） | 13.4万kW | 2001年7月 | 新潟県糸魚川市 | 現：糸魚川発電                   |

## 関係会社
企業グループは、同社、子会社41社および関連会社27社の計69社で構成されている（2025年3月31日現在）。
太字は連結子会社、斜体文は持分法適用会社。

### 発電・販売
- 東北自然エネルギー株式会社（宮城県仙台市）
- 東北電力エナジートレーディング株式会社（東京都千代田区）
- 東北電力フロンティア株式会社（宮城県仙台市）
- 鳥海南バイオマスパワー株式会社（宮城県仙台市）
- 八甲田風力発電株式会社（宮城県仙台市）
- 合同会社白石越河風力（宮城県仙台市）
- ウィンドファーム野辺地合同会社（青森県青森市）
- 今別ウィンドファーム合同会社（青森県青森市）
- 東北エネルギーサービス株式会社（宮城県仙台市）
- 酒田共同火力発電株式会社（山形県酒田市）
- 株式会社アクアパワー東北（宮城県仙台市）
- TDRI合同会社（宮城県仙台市）
- 東北電力ソーラーeチャージ株式会社（宮城県仙台市）
- 東北電力リニューアブルエナジー・サービス株式会社（宮城県仙台市）
- 田子小国風力発電合同会社（仙台市青葉区）
- 中頓別ウィンドファーム合同会社（札幌市中央区）
- 横手湯沢フォレストサイクル株式会社（宮城県仙台市）
- 常磐共同火力株式会社（東京都千代田区）
- 荒川水力電気株式会社（宮城県仙台市）
- 相馬共同火力発電株式会社（福島県相馬市）
- 株式会社東急パワーサプライ（東京都世田谷区）
- 福島発電株式会社（福島県福島市）
- グリーンパワーつがる株式会社（青森県つがる市）
- 宮城大郷ソーラーパーク株式会社（東京都港区）
- 合同会社JRE八幡岳（東京都港区）
- 合同会社JRE鶴岡八森山（東京都港区）
- 合同会社JRE折爪岳南1（東京都港区）
- 坂東蓄電所1号合同会社（東京都中央区）
- あぶくま南風力発電合同会社（福島県いわき市）
- 合同会社八峰能代沖洋上風力（秋田県能代市）
- 男鹿・潟上・秋田Offshore Green Energy合同会社（秋田県秋田市）

### 送配電
- 東北電力ネットワーク株式会社（宮城県仙台市）
- 東北送配電サービス株式会社（宮城県仙台市）

### 建設
- 東北緑化環境保全株式会社（宮城県仙台市）
- 株式会社東日本テクノサーベイ（宮城県仙台市）
- 東発水力エンジニアリング株式会社（福島県耶麻郡西会津町）
- 東北発電工業株式会社（宮城県仙台市）
- 株式会社東北開発コンサルタント（宮城県仙台市）
- 株式会社ユアテック（宮城県仙台市）

### 製造
- 北日本電線株式会社（宮城県仙台市）
- 北日本電線サービス株式会社（宮城県角田市）
- 通研電気工業株式会社（宮城県仙台市）
- 東北計器工業株式会社（宮城県大和町）
- 東北電機製造株式会社（宮城県多賀城市）
- 能代吉野石膏株式会社（秋田県能代市）

### 情報処理・電気通信
- 株式会社トークネット（宮城県仙台市）
- 株式会社トインクス（宮城県仙台市）

### ガス
- 日本海エル・エヌ・ジー株式会社（新潟県北蒲原郡聖籠町）
- 東北天然ガス株式会社（宮城県仙台市）

### 不動産
- 東日本興業株式会社（宮城県仙台市）

### その他
- 東北ポートサービス株式会社（宮城県仙台市）
- 東北エアサービス株式会社（宮城県岩沼市）
- 東北電力フレンドリーパートナーズ株式会社（宮城県仙台市）
- 東北電力Eライフ・パートナーズ株式会社（宮城県仙台市）
- 株式会社エルタス東北（宮城県仙台市）
- Tohoku Power Investment Company B.V.（ オランダ・アムステルダム）
- 東北電力トランスコスモスマネジメントパートナー株式会社（宮城県仙台市）
- Kyushu Tohoku Enrichment Investing Sas（ フランス・パリ）
- Merit Power Holdings B.V.（ オランダ・アムステルダム）
- 有限会社新潟西港共同防災（新潟県新潟市）

## 広告活動

### 企業イメージCM
営業区域では30秒の企業イメージCMを放送している。楽曲は河島英五の『元気ですか』が使用されている。新潟県のみ一部の映像が異なったバージョンを放送している。
YouTubeなどでは楽曲の長さ（3分15秒）に合わせたロングバージョンを配信している。

### CMイメージキャラクター
- 松山ケンイチ（2015年10月 - 2021年）
- 水崎綾女（2019年3月）
- 王林（2021年9月）
- 風間俊介（2024年6月 - ）
- ワッキー貝山（2025年2月 - ）

### スポンサー番組
東北電力が提供する番組は、かつての営業区域の「東北地方6県と新潟県」（以下便宜上「東北7県」する）でブロックネット放送されており、他の多くのブロックネット番組が東北地方6県のみで放送されているのと対照をなす（→参照）。
なお、2011年3月11日に発生した東北地方太平洋沖地震（東日本大震災）に伴い、2012年2月時点、以下の番組での東北電力の番組提供は全て見合わせとなっていた（番組によっては休止したものがある）。該当する番組における通常のCMの放送は行われず、CM枠はACジャパンへの差し替え、または節電のお願いを伝える社告形式のCM等に変更されていた。

#### 2011年3月時点で提供扱いとなっていた番組
東北7県ブロックネット
- 東北電力 PRESENTS 月刊 元気一番"生"テレビ（日本テレビ系列 ミヤギテレビ制作）
- 週刊ことばマガジン（テレビ朝日系列 東日本放送制作）
- ふしぎのトビラ（TBS系列 東北放送制作、TBS系列局が存在しない秋田県は日本テレビ系列の秋田放送で放送）
- 情熱エンジン（フジテレビ系列 仙台放送制作、フジテレビ系列局が存在しない青森県はTBS系列の青森テレビで放送）
- スタイルe!（日本テレビ系列 ミヤギテレビ制作）

全国放送の東北7県分
- 所さんの目がテン!（日本テレビ制作）番組は現在も放送中だが、スポンサーから降板。

ラジオ
- 海の気象ニュース（青森放送制作・月 - 金曜、東京電力と共同出稿）番組は現在も放送中だが、スポンサーから降板。

#### 過去の提供番組
ミヤギテレビ制作
- 満美子とともに〜きょうもほがらか
- 奥様新時代
- 久里千春のさわやかネットワーク（新潟県ではここまで新潟放送（TBS系列）で放送されていたが本番組放送期間中にテレビ新潟へ移行）
- 白い国紀行（ビリーバンバンの兄の菅原孝司会。TVI・YTS・MMT・FCT・TNN（当時）は10:00-10:15の同時ネット、ABSは10:35-10:55、ATVは11:30-11:45にそれぞれ遅れネット。この番組までは平日の放送、また山形県ではこの番組まで山形テレビ（当時フジテレビ系列、現テレビ朝日系列）で放送、次番組から山形放送へ移行）
- 伊東四朗のOh!千客万来（この番組から毎週土曜日の放送）
- 笑顔to（と）えがお（青森県ではこの番組まで青森放送ではなくTBS系列の青森テレビで放送）
- ネットワーク・7
- 花まる電家

東日本放送制作
- ファミリーサイエンス
- うじきつよしのワンデイ探検隊
- うじきつよしのワンダーポケット
- ヒューマンバラエティ 日曜のマゼラン

仙台放送制作
- 電力に生きる
- 新・サンデートーク
- 今、きらめいて
- ぼくらの時代

ラジオ
- 近石真介の「味のある話」（東北放送制作、ラジオ）
- お元気ですか（東北放送制作、ラジオ）
- 暮らしの防災コラム（東北放送制作、ラジオ）
- 森山良子ふれあいネットワーク（エフエム仙台制作）
- あなたとアフタヌーン〜沢田聖子 with your life（エフエム仙台制作）
- EPO 風の散歩道（Datefm制作・JFN系列ネット）

#### 企業CMに使用された楽曲
- 岡村孝子『夢をあきらめないで』（1987年2月4日発売）
- 大貫妙子『ピーターラビットとわたし』（1982年9月21日発売）
- 忍者『瞳は未来を映してる』（シングル『日本』のカップリング曲・1993年2月24日発売） 非売品のシングルが制作されたこともある[51]
- 河島英五『元気ですか』 1990年代－2025年現在も放送中。東北電力の企業イメージCMで、ワンコーラス分の楽曲を耳にできる。かつては非売品として、会社からカセットテープを送られてきたとの報告もあった[52] が、現在はCDリリースされたため、テープの送付は行っていない。ロングバージョンの企業イメージCMでは全編を使用している[50]。またスポンサーを務めた全国花火競技大会では、会場でほぼ全編が放送されることもある。
- ゴスペラーズ『Armonia"（アルバム『Hurray!』内・2009年3月11日発売）

### 命名権
- 新潟スタジアム - 同社が施設命名権を取得し、2007年3月11日から2013年12月31日まで「東北電力ビッグスワンスタジアム」という呼称が使用されていた[53]。

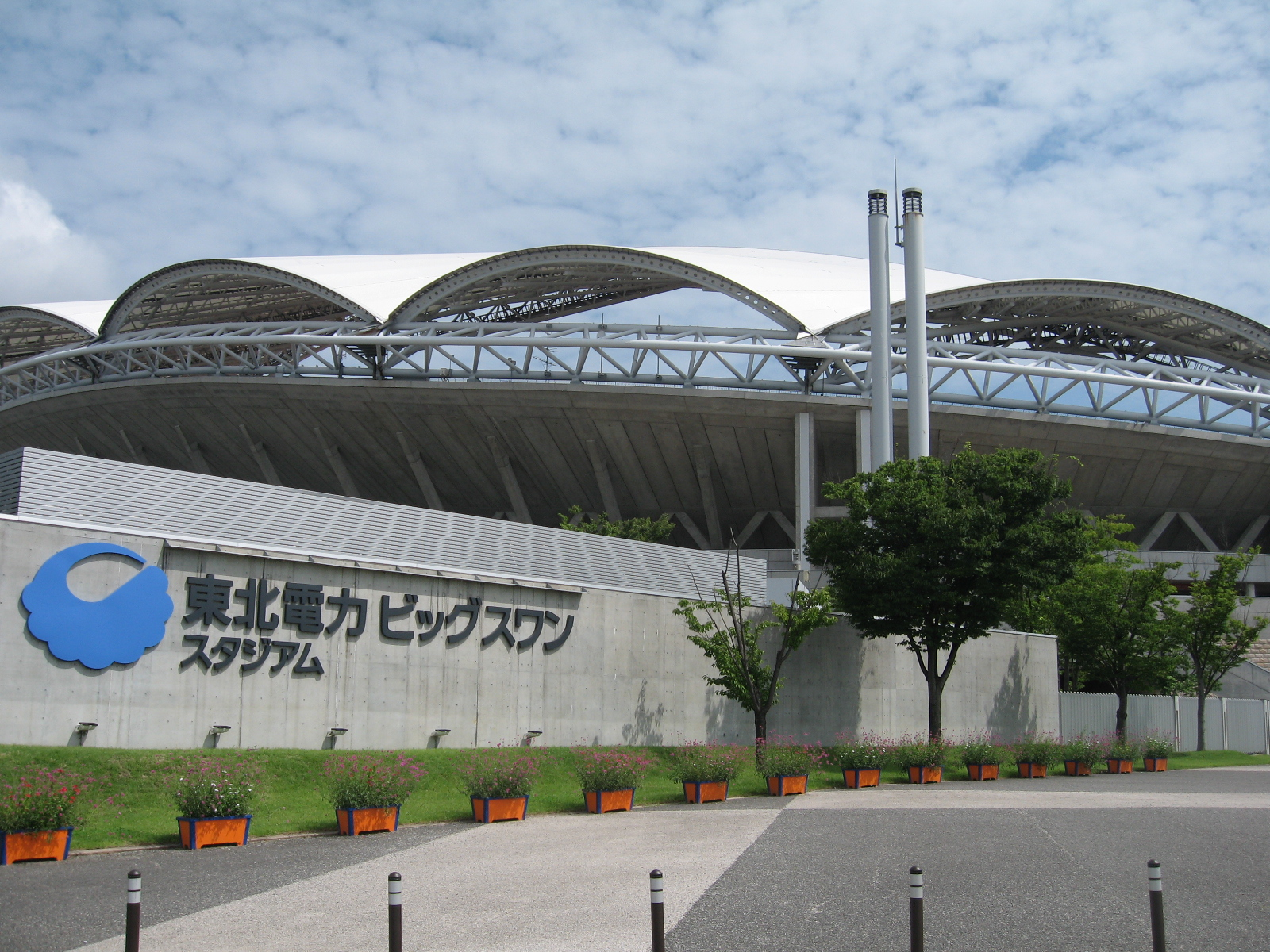
東北電力ビッグスワンスタジアム（2007年 - 2013年）

## 事件・不祥事・問題
シナジアパワー破産
2015年10月1日、東京ガスとの折半出資によって大口需要者を対象とする電力販売を行う新会社であるシナジアパワーを東京都台東区に設立。北関東を軸に営業を展開し、翌16年4月1日には電力供給を開始した。しかし、2022年12月5日、燃料費の高騰と新電力経営の見通しの甘さから東京地方裁判所に自己破産を申請、約182億円もの負債を抱えることとなった。
不正閲覧
2023年2月28日、東北電力は、2016年4月から2023年1月までの間、委託先2社を含め合わせて214人が、八戸営業所と岩手三陸営業所を含む23の事業所で、東北電力ネットワークが管理する顧客情報を合計36,980件も不正閲覧していたと公表した。同年4月17日に電力・ガス取引監視等委員会は東北電力に業務改善勧告を行った。